# Bettina Antoni
Pour les articles homonymes, voir Antoni.
Bettina Antoni, née Krystina Ferentz en 1969 à Wałbrzych (Pologne), est une danseuse, chanteuse, actrice et ex-animatrice de télévision française.

## Biographie
Née en Pologne, Krystina Ferentz dite Bettina Antoni a vécu son adolescence à Crespin (Nord). Lycéenne à Condé-sur-l'Escaut, elle quitte à 17 ans le foyer familial pour aller à Paris. Elle s'inscrit dans une agence de mannequins avant d'être recrutée par Stéphane Collaro pour remplacer Sophie Favier comme coco-girl dans Cocoricocoboy. Elle fera ses débuts comme coco-girl en même temps que Fenella Masse Mathews, et elle y restera jusqu'en 1987. Elle se rend sur les plateaux italiens de la chaîne Italia 7 danser dans l'émission Colpo Grosso sous le nom de Marika. Elle continue au Crazy Horse Saloon de 1991 à 1995, sous le nom de « Cristy Balalaika ». Elle est ensuite mannequin pour Pierre Cardin prêt-à-porter, durant trois ans.
En 1993, elle coanime sur France 2 à 20h50 Salut les artistes avec Georges Beller. Elle apparaît dans Fort Boyard en 1996 aux côtés d'Éric Carrière, Christophe Rippert, Selima Sfar et le footballeur Pascal Olmeta. C'est avec ce dernier qu'elle interprète la même année la chanson C’est la folie. En 2000, elle est la chanteuse dance du groupe Froggy Mix qui chante le générique de la série anime Cardcaptor Sakura. Elle entame une tournée au Canada et en Europe avec son tube (No nagging) en 2003 et 2004 vendu à plus d'un million de cd's. En 2007, elle enregistre son album intitulé Laid back avec un single sorti Je veux revoir ton sourire.
Bettina Antoni a par ailleurs suivi en 1998-1999 des cours de théâtre Domique Viriaud. Elle tourne en 2006 un long métrage en anglais The Last Hour aux côtés de David Carradine, DMX, et Mickael Madsen, réalisé par Kobé.
En 2013, elle revient sous le pseudonyme de Froggy Mix en proposant le single C'Est Party en featuring Snoop Dogg. 
Le 19 septembre 2014, un second opus du groupe Froggy Mix est publié. Dans un même temps, une version française du single C'Est Party en featuring Snoop Dogg est alors proposée.

## Filmographie

### Au cinéma
- 1987 : On se calme et on boit frais à Saint-Tropez de Max Pécas : Heidi
- 1994 : La Dernière carte (L'Affaire) de Sergio Gobbi
- 2006 : Last Hour - Kobé
- 2008 : Jezus ne joue pas au Poker (court métrage)- Louis Merle et Emmanuel Hamon

### À la télévision
Second rôle dans :
- 1986 : Claire de Lazare Iglesis
- 1995 : Le Secret d'Emmanuelle de Francis Leroi (1995)

## Discographie

### Albums
- 1985 : Ce mec est too much, Les Coco-girls
- 2001 : No Nagging, album de Froggy Mix
- 2005 : Laid back, album de B-tina
- 2011 :  Coco Loco album des Coco Girls
- 2014 :  My Heart Beats To The Sound album Froggy Mix

### Singles
- 1986 : Nue sous mon Lewis / Adieu Coco, single de Krystyna[5],[6]
- 2001 : No Nagging, single de Froggy Mix
- 2002 : Razzmatazz, single de Froggy Mix
- 2002 : So Hot, single de Froggy Mix
- 2005 : Je veux revoir ton sourire, single (B-tina)
- 2012 : Ce mec est too much remix 2012 B-tina coco girl
- 2013 : C'est party single Froggy Mix featuring Snoop Dogg
- 2014 : C'est party (French version) single Froggy Mix featuring Snoop Dogg
- 2015 : In the middle of the night